# Jasonia
Jasonia é um género botânico pertencente à família Asteraceae.